# Seznam postav seriálu Holky za mřížemi
Tento článek je seznamem postav dramatického seriálu Holky za mřížemi.

## Hlavní postavy

### Piper Chapman

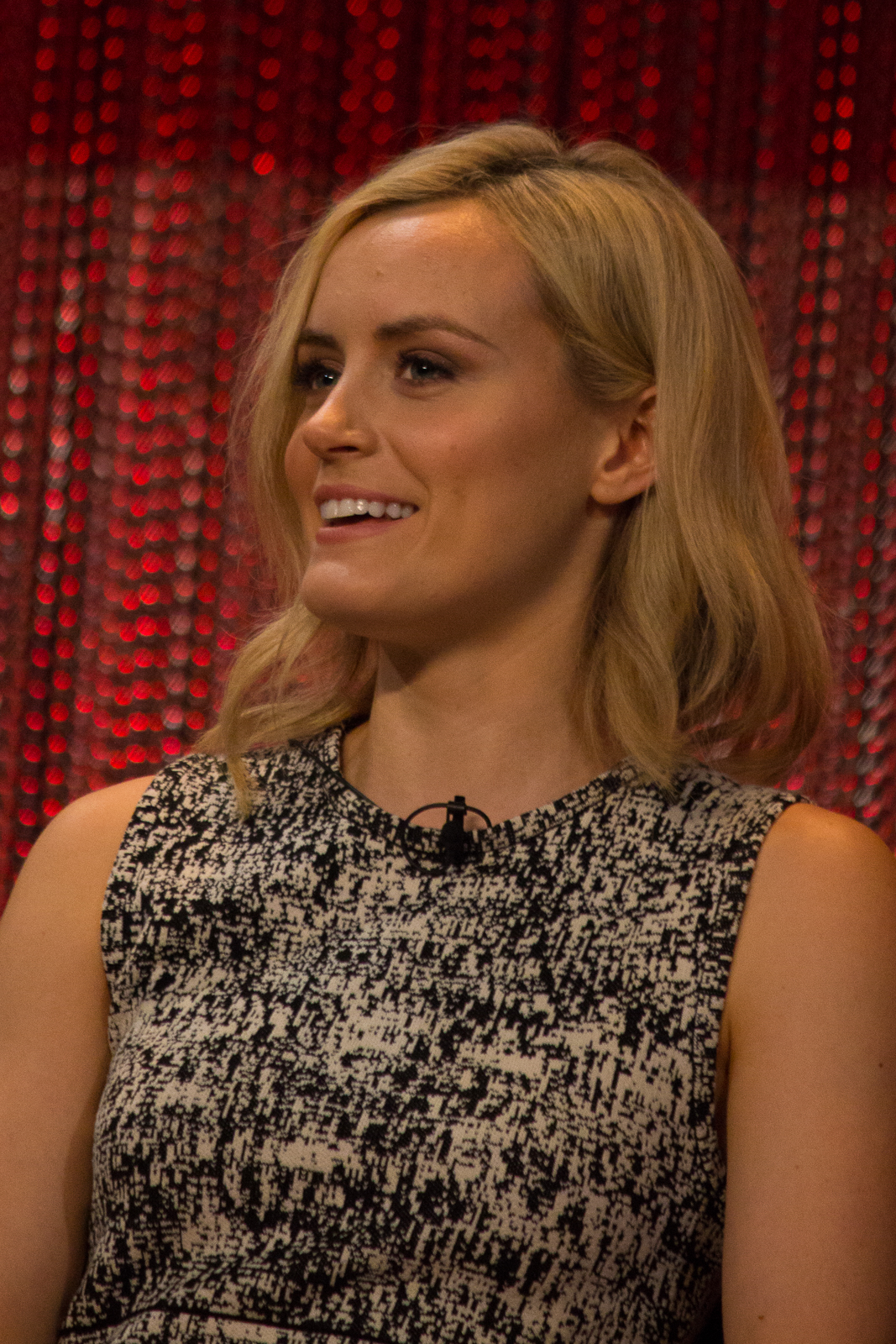
Taylor Schilling

Piper Chapman (Taylor Schilling) je žena, která byla odsouzena na 15 měsíců do Litchfieldského vězení, protože pomáhala její bývalé přítelkyni Alex Vause propašovat peníze z drog z Evropy. To se však odehrálo několik let před prvním dílem.

### Další

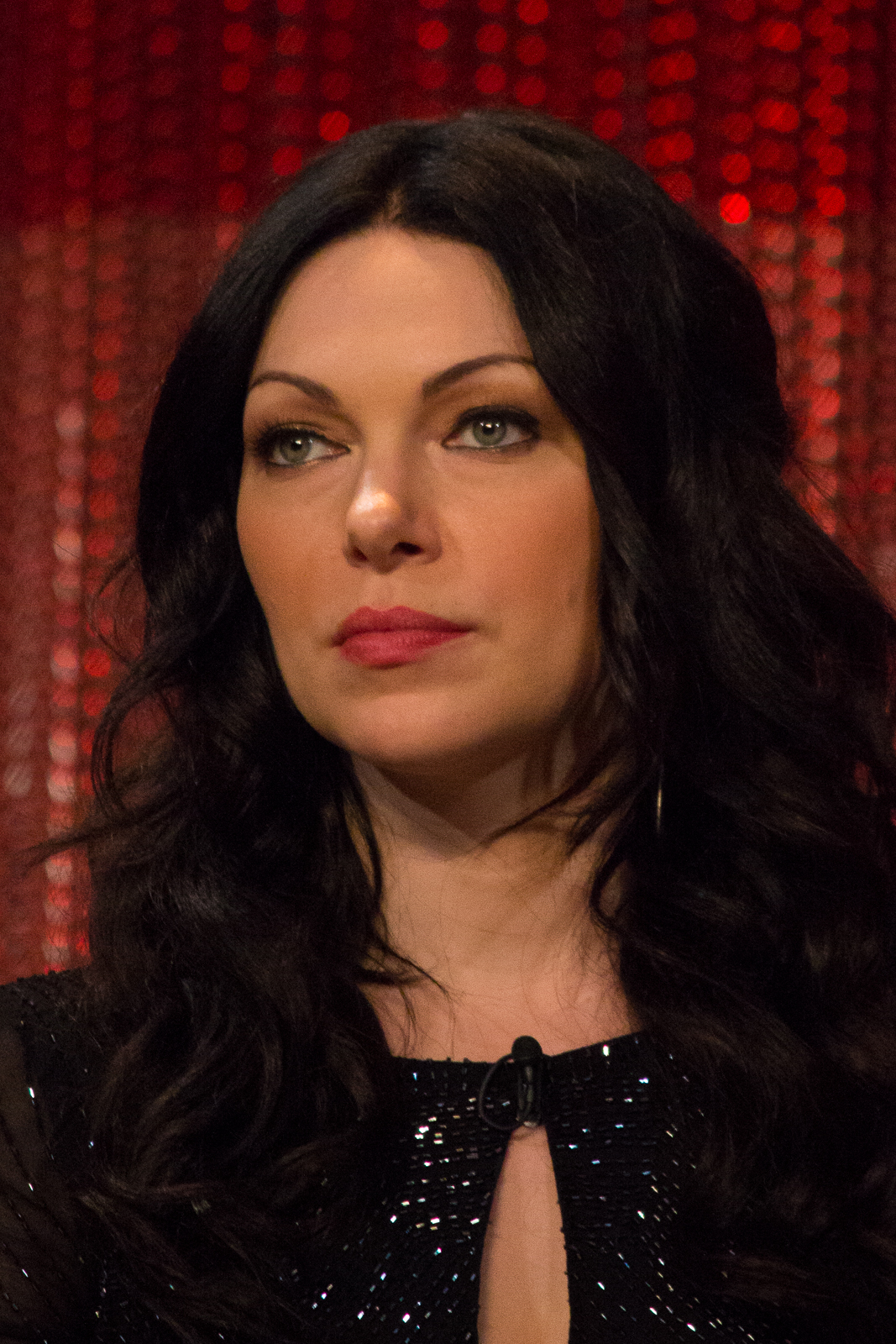
Laura Prepon

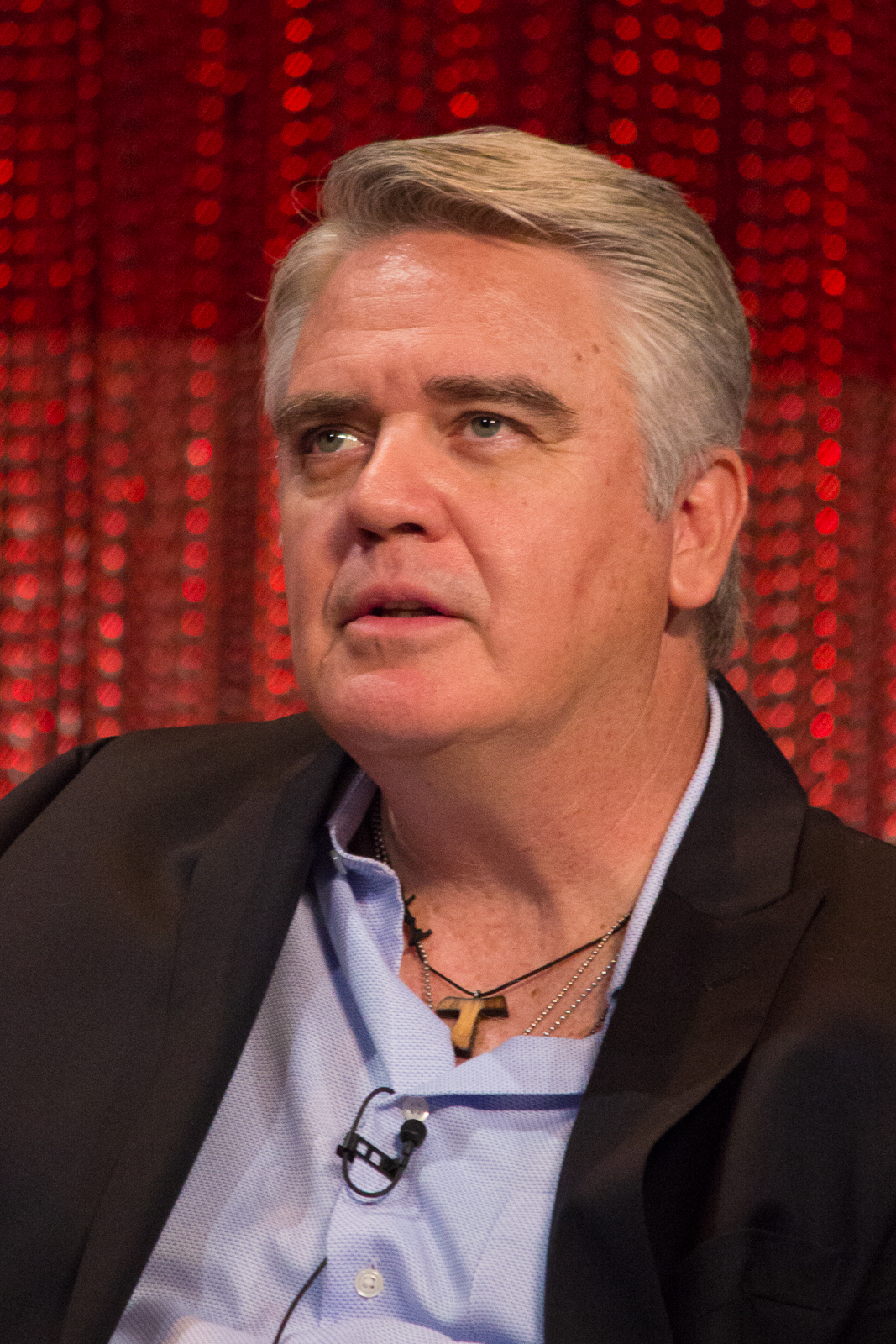
Michael. J. Harney

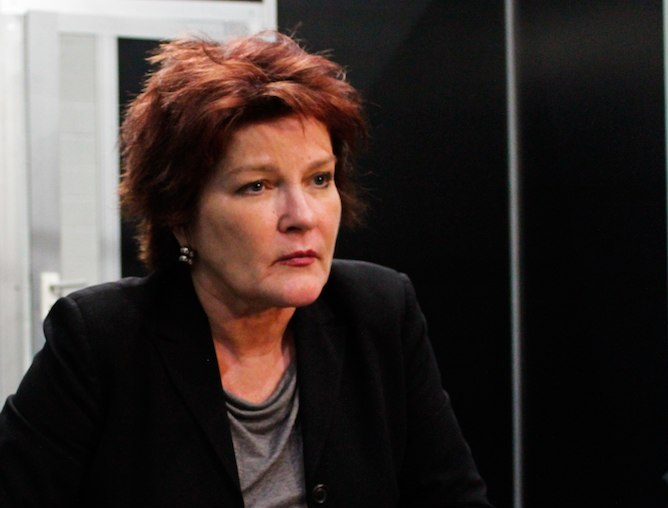
Kate Mulgrew

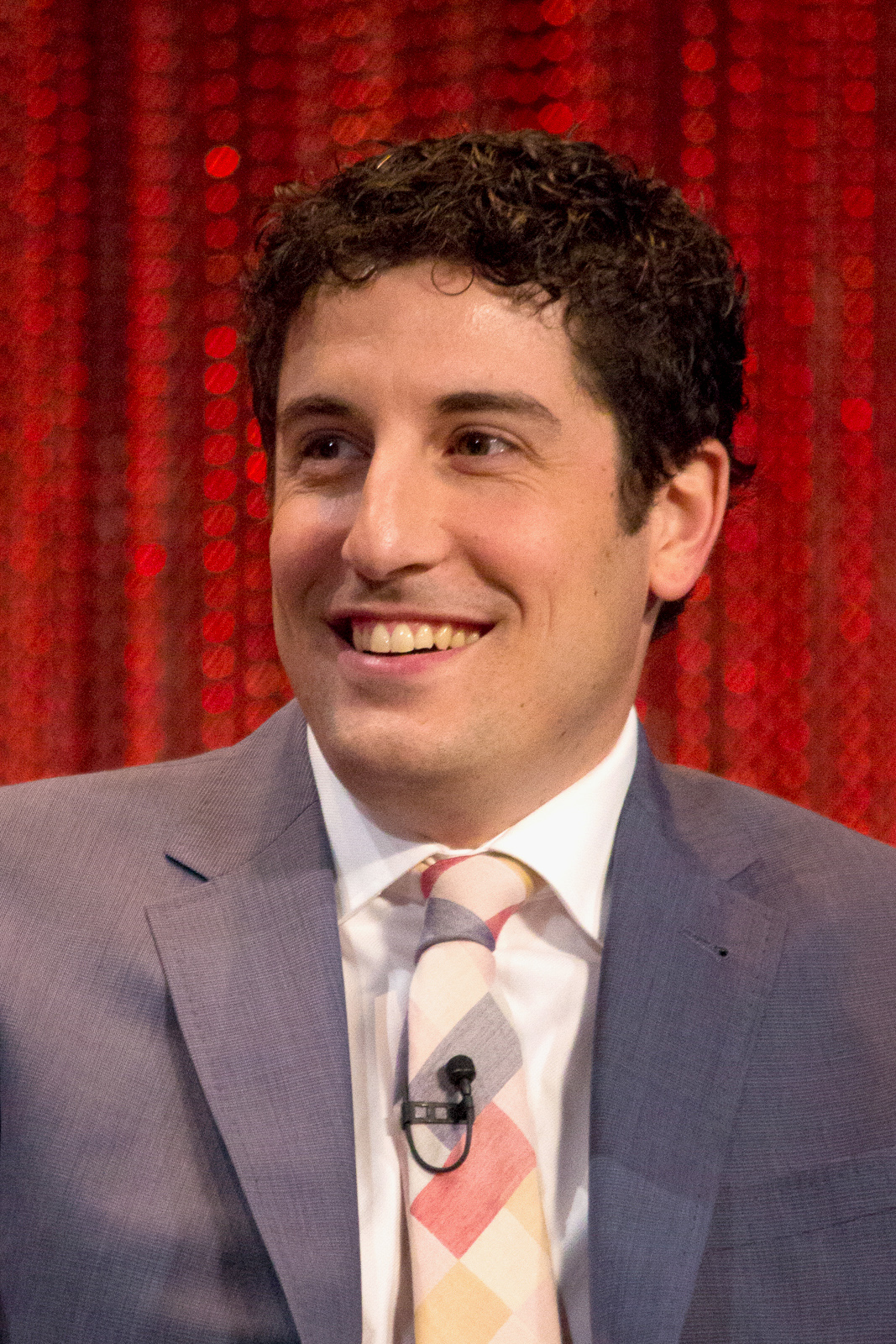
Jason Biggs

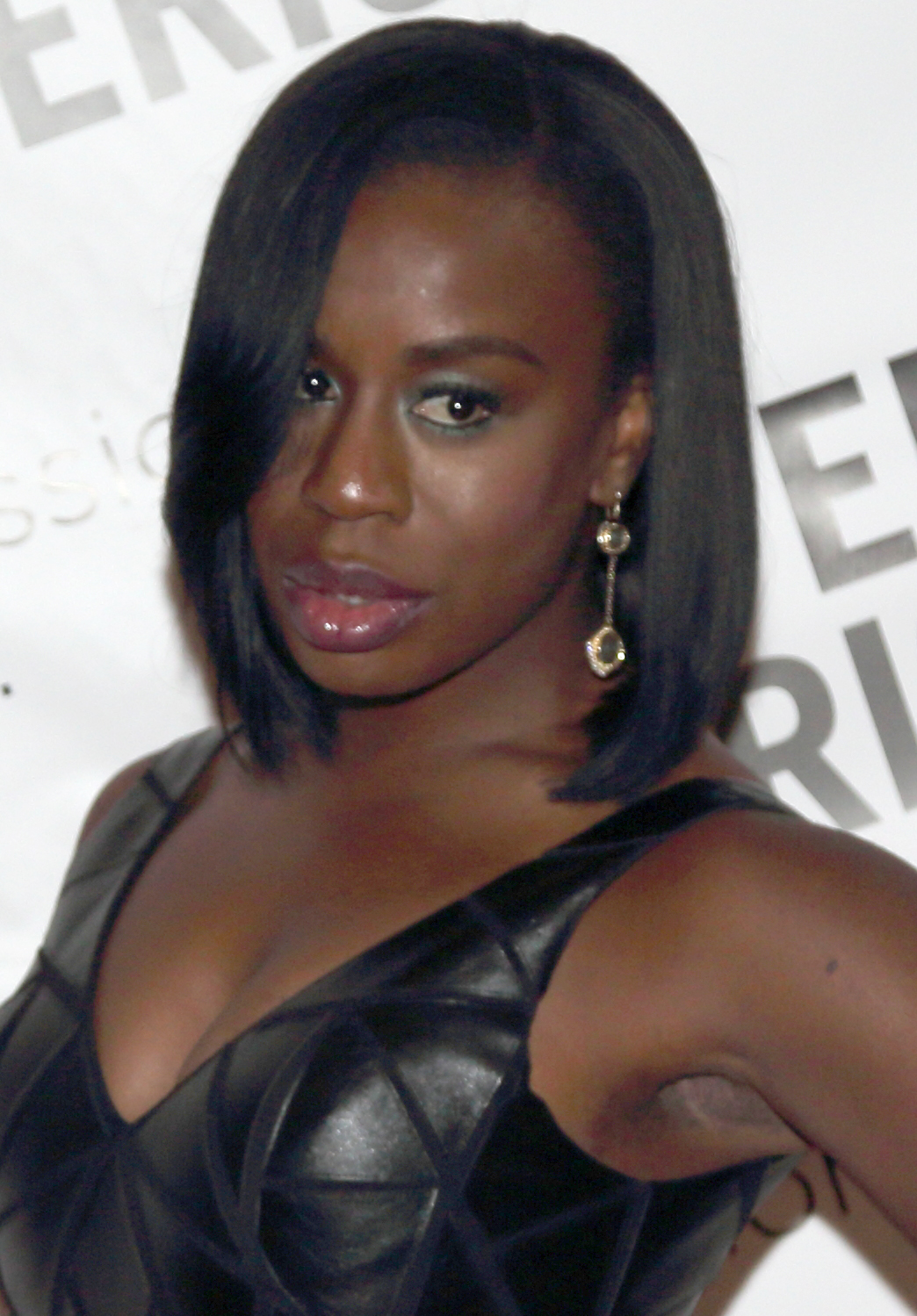
Uzo Aduba

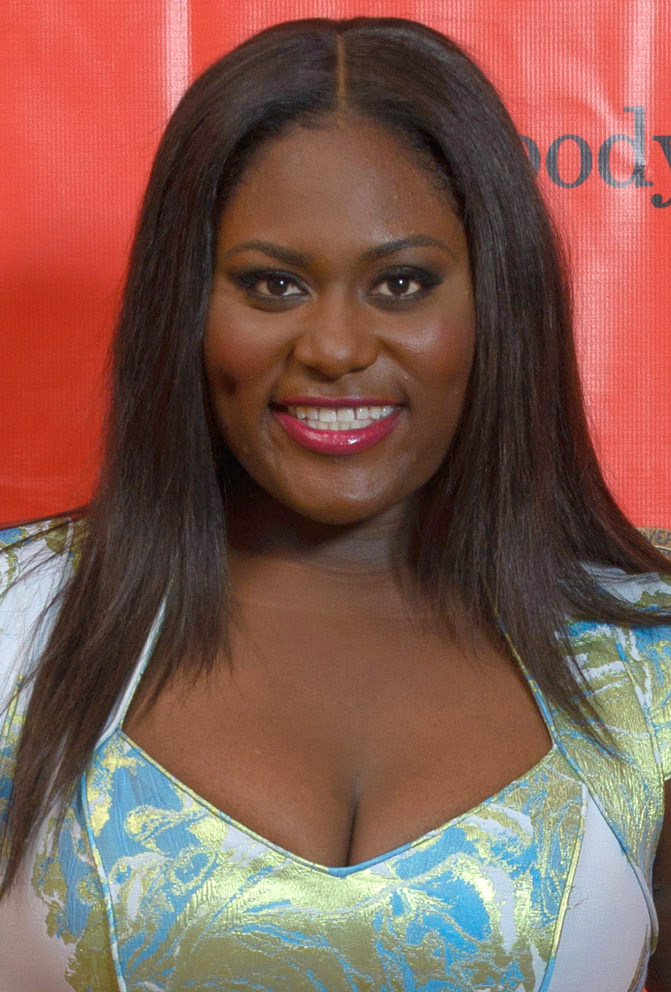
Danielle Brooks

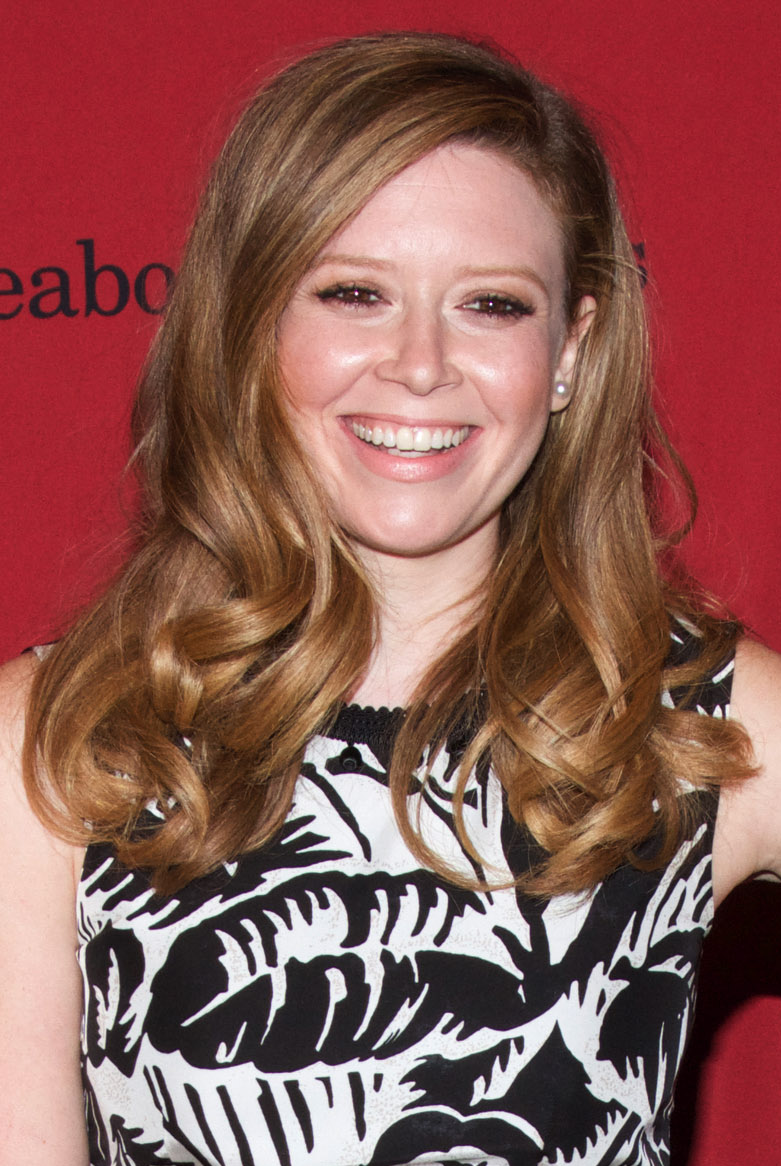
Natasha Lyonne

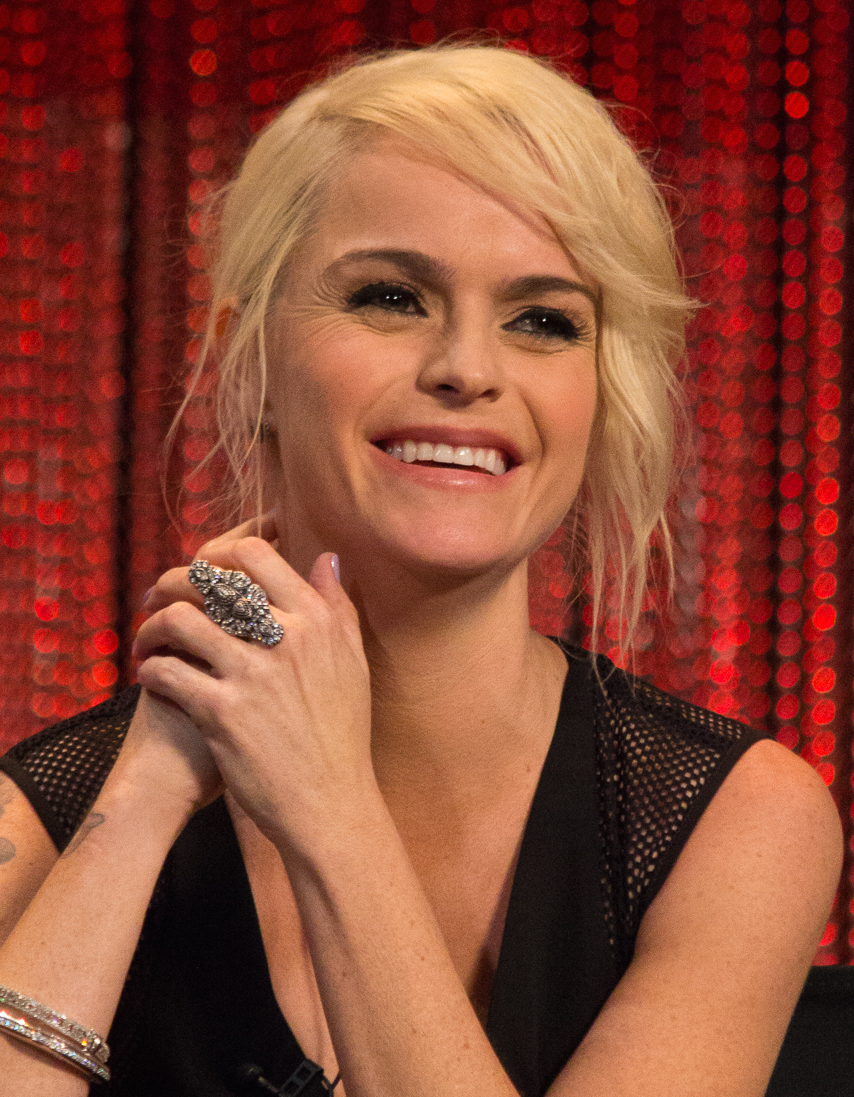
Taryn Manning

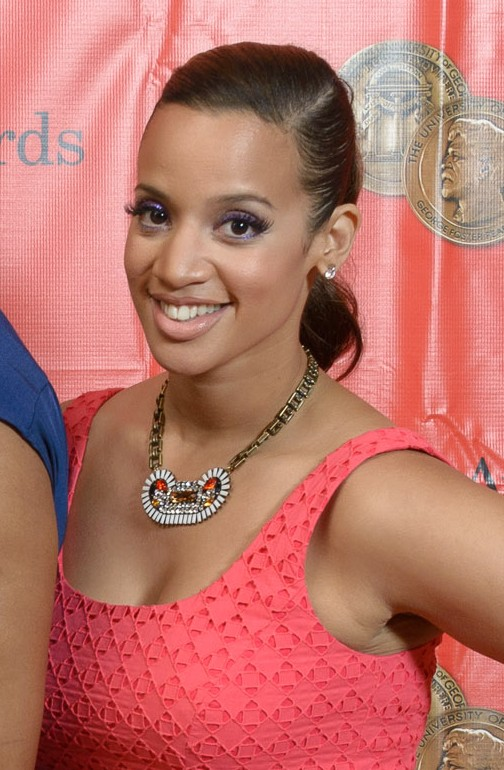
Dascha Polanco

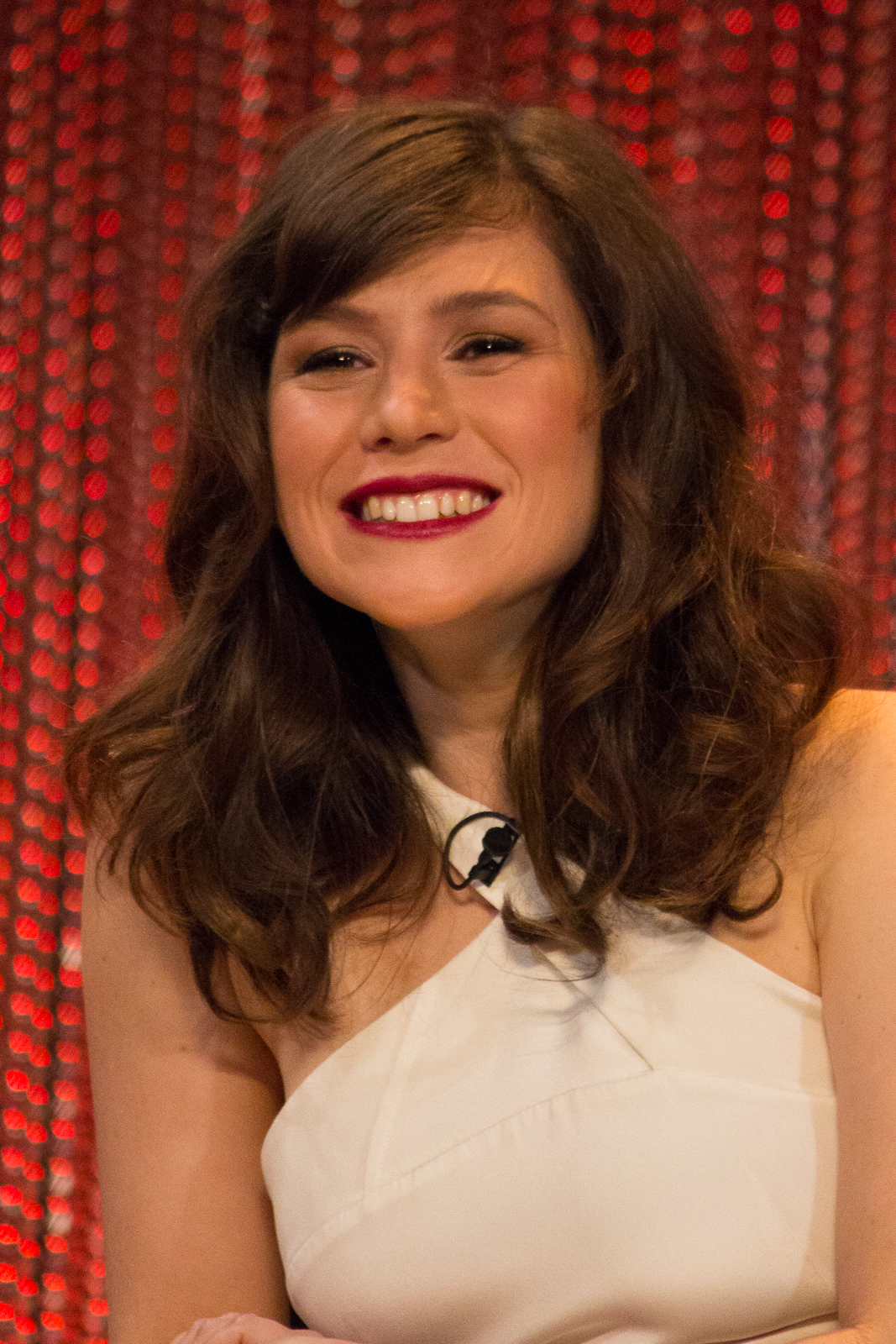
Yael Stone

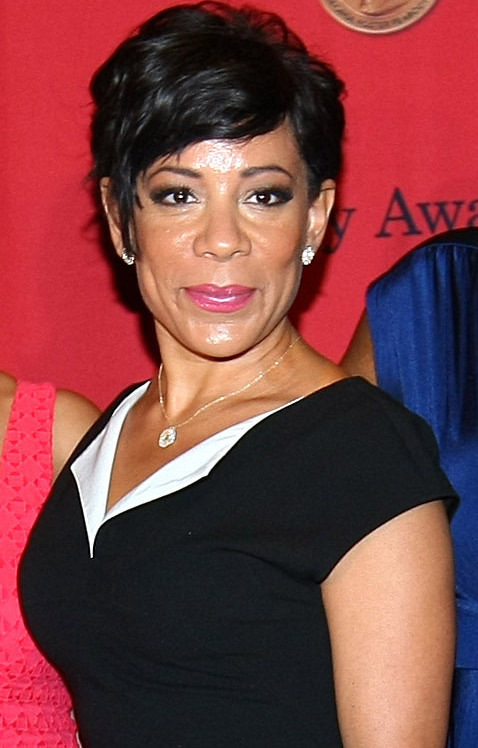
Selenis Leyva

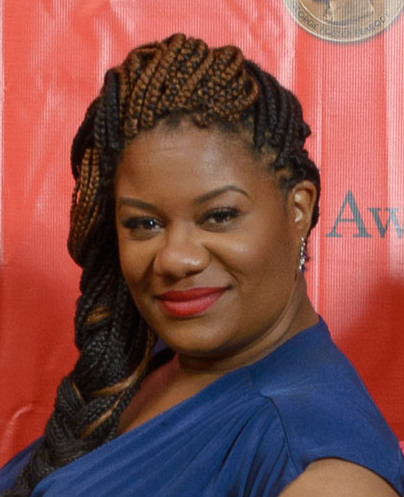
Adrienne Moore

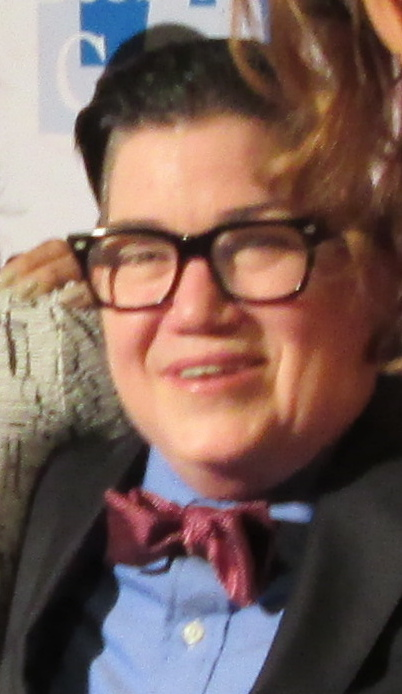
Lea DeLaria

- Alex Vause

- Sam Healy

- Claudette "Miss Claudette" Pelage
- Galina "Red" Reznikov

- Larry Bloom

- Suzanne "Crazy Eyes" Warren

- Tasha "Taystee" Jefferson

- Nicole "Nicky" Nichols

- Tiffany "Pennsatucky" Doggett

- Dayanara "Daya" Diaz

- Lorna Morello

- Gloria Mendoza

- Cindy "Black Cindy" Hayes

- Joseph Salvatore "Joe" Caputo
- Carrie "Big Boo" Black

### Marisol "Flaca" Gonzalez
Marisol "Flaco" Gonzales (Jackie Cruz) je jedna z hispánských vězeňkyň, která však není normální, protože věří, že černí lidé nemohou plavat, vzhledem k jejich hustotě kostí. To vede k Maritzině výroku, že její hlava je plná "sraček" a k přezdívce, kterou dostala od Aleidy: "Flacaca".

### Aleida Diaz

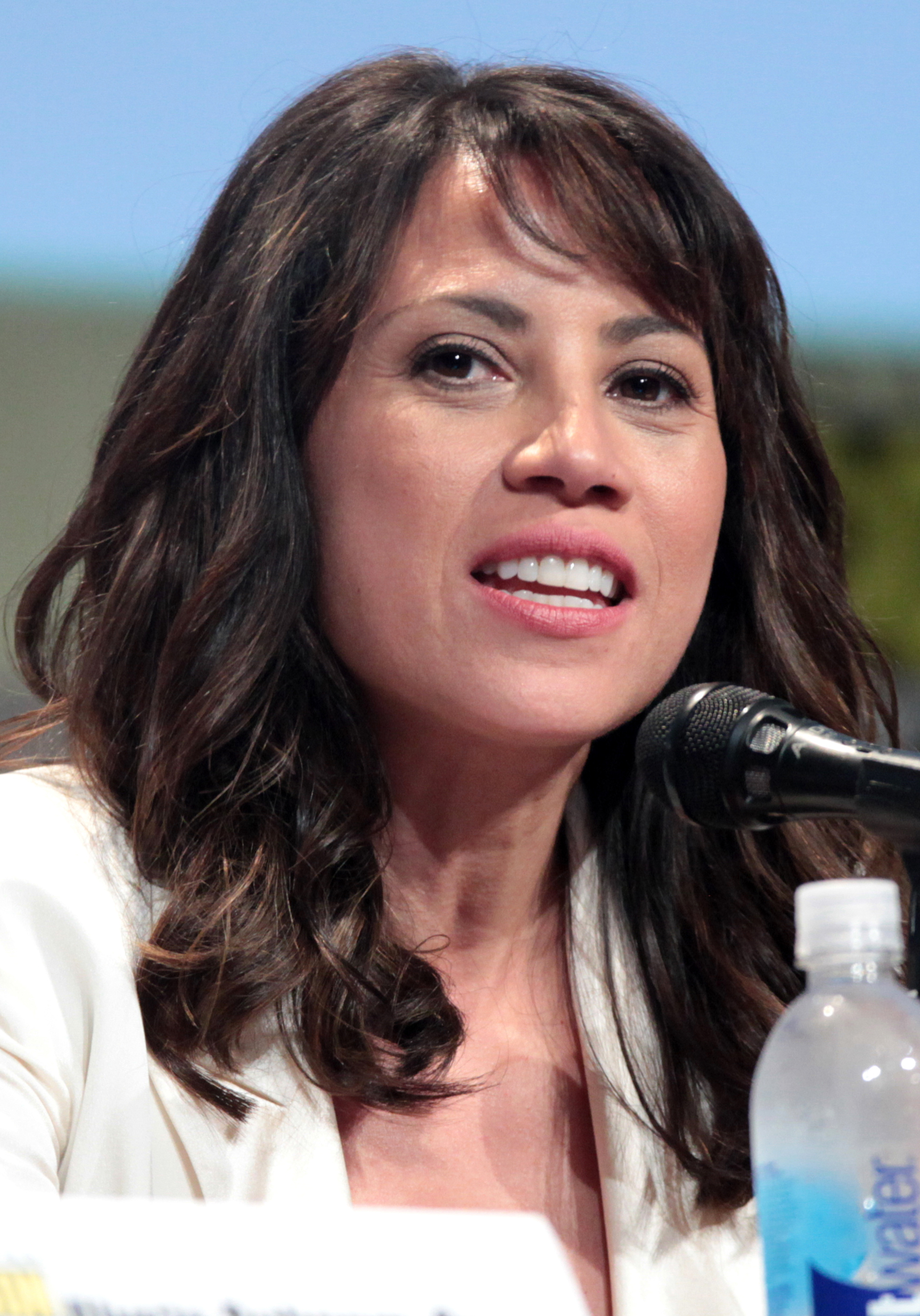
Elizabeth Rodriguez

Aleida Diaz (Elizabeth Rodriguez) je Dayanina matka. Šla do vězení, protože pomáhala Cesarovi s jeho drogovým podnikáním, přičemž vzala vinu za něj. Flashbacky ukazují, že měla obavy o své děti. Během návštěvy, kdy je naštvaná, říká, že ji Cesar nechce navštívit. Ve vězení se chová k Daye hrubě a zajde to tak daleko, že se pokusí svést Bennetta, aby se Daya naštvala.

### Poussey Washington

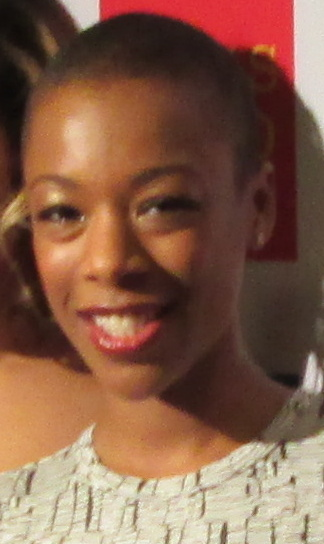
Samira Wiley

Poussey Washington (Samira Wiley) je často dobromyslná a žertující vězeňkyně, která je nejlepší přítelkyní Taystee. Ve finálovém díle první řady je odhaleno, že umí skvěle zpívat, protože prováděla improvizované ztvárnění Amazing Grace. Flashbacky během druhé řady ukazují, že je to vojenský spratek a její otec byl důstojníkem v Armádě Spojených států amerických. Často cestovali po celém světě kvůli otcově práci. Zatímco její otec byl v Německu, měla sexuální vztah s dcerou jednoho z otcových německých vyšších důstojníků. Když se na jejich vztah přišlo, chtěl německý důstojník přeřadit jejího otce na post do Spojených států amerických. To vedlo Poussey ke snaze zabít důstojníka. Byla ale zastavena jejím otec, který následně bránil její homosexualitu. 

## Vedlejší postavy

### Litchfieldští vězni
- Sophia Burset
- Janae Watson
- Erica "Yoga" Jones
- Brook Soso
- Gina Murphy
- Sestra Jane Ingalls
- Norma Romano
- Leanne Taylor
- Angie Rice
- Maria Ruiz
- Maritza Ramos
- Stella Carlin
- Anita DeMarco
- Blanca Flores
- Maureen Kukudio
- Mei Chang
- Jimmy Cavanaugh
- Lolly Whitehill
- Frieda Berlin
- Judy King
- Alison Abdullah
- Kasey Sankey
- Stephanie Hapakuka
- Ramona "Pidge" Contrares
- Ouija Aziza
- Loretta Fisher
- Weeping Woman
- Jeanie "Babs" Babson
- Ginsberg
- Rhea Boyle
- Tricia Miller
- Mercy Valduto
- Yvonne "Vee" Parker
- Rosa "Miss Rosa" Cisneros
- The Golden Girls

### Litchfieldští zaměstnanci
- Joel Luschek
- Charlie Coates
- Baxter Bayley
- Danny Pearson
- Desi Piscatella
- Thomas "Humps" Humphrey
- Artesian McCullough
- Lee Dixon
- B. Stratman

#### CO Blake
CO Blake (Nick Dillenburg) je veterán a dozorce najat MCC.

#### Kowalski
Kowalski (Hamilton Clancy) je dozorce.

#### Další
- Erin Sikowitz
- George "Pornstache" Mendez
- John Bennett
- Natalie "Fig" Figueroa
- Susan Fischer
- Scott O'Neill
- Wanda Bell
- Eliqua Maxwell
- Charles Ford
- Wade Donaldson
- Berdie Rogers
- Aydin Bayat

### Ostatní

#### Polly Harper
Polly Harper (Maria Dizzia) je Piper nejlepší přítelkyně. Začali spolu podnikat několik měsíců předtím, než šla Piper do vězení. Když byla Piper ve vězení, Polly podnikala. Na začátku seriálu je těhotná a naštvaná. Flashbacky odhalují, že Polly podporovala Piper v její sexualitě, avšak se jí nelíbila Alex. Poté, co se Piper a Larry rozešli, začala s Larrym trávit více času, zatímco její manžel Pete byl na vyletě a nechal ji doma samotnou s dítětem. Polly nakonec začne chodit s Larrym a odejde od Peta.

#### Pete Harper
Pete Harper (Nick Stevenson) je Pollin manžel a přítel Larryho a Piper. Většina postav k němu v různé míře chová odpor a nechápou, proč si ho Polly vzala. Je poněkud otravný, sobecký a nezodpovědný. Hlavně když odjíždí na výlet krátce poté, co se narodil jeho syn. Praští Larryho za sex s Polly. Brzy poté, co opustí Polly, říká, že je šťastný, jelikož je zproštěn odpovědnosti za manželství a otcovství.

#### Howard a Amy Bloom
Howard Bloom a Amy Bloom (Todd Susman a Kathryn Kates) jsou Larryho rodiče. I když je to Piper právník, tak ji Larryho otec nemá rád a nelíbí se mu, že je Larry s ní. Vlastní domov, kde Larry žije a nechává ho platit nájem. Howard chce Larrymu najít skutečnou práci a vybízí ho, aby lhal Piper o tom, kdo ji opravdu udal. Ve druhé řadě Howard radí Piper, aby řekla pravdu o jejím a Alexině případu. Ta však nedbá jeho rad a místo toho lže Alex.

#### Další
- Carol a Bill Chapman
- Cal a Neri Chapman
- Crystal Burset
- Cesar Velazquez
- Margarita
- Jean Baptiste
- Delia Mendez-Powell
- Vince Muccio

#### Kubra Balik
Kubra Balik (Eyas Younis) je Alexin bývalý drogový boss. Ve druhé řadě byl v Chicagu před soudem a svědčila proti němu Alex. Poté, co byl zproštěn obvinění, se předpokládalo, že se ji bude chtít pomstít. Ve třetí řadě bylo prokázáno, že poslal Aydina do vězení jako dozorce, aby ji zabil. Poté je přesvědčen, že je Alex mrtvá, jelikož mu byly poslány fotky jejího těla.

#### Fahri
Fahri (Sebastian LaCause) je jeden ze zaměstnanců Kubra Balika. Fahri poprvé potká Alex krátce poté, co se ona setká s jejím otcem. Flashbacky během třetí řady ukazují, že ji po pohřbu její matky nabízí jízdu a říká jí, že ho Balik poslal do USA, aby se podíval po dalším podnikání. Fahri měl v Paříži na letišti vyzvednout dealera, avšak ho Alex přesvědčí, aby s ní zůstal v klubu. Později zjistí, že dealer byl zatčen a zmocní se ho strach, že se Kubra pomstí a zabije ho. Zatímco je v hotelovém pokoji s Alex a Aydinem, dostane Aydin od Kubry rozkaz a zabije ho. Kubra později odhaluje Alex, že nezabil Fahriho pro jeho chybu v Paříži, ale proto, že byl stále nedbalý, líný a bez odpovědnosti.

#### Linda Ferguson
Linda Ferguson (Beth Dover) je zaměstnankyně MCC, která pracuje v oddělení obchodu. Během setkání rady MCC souhlasí s Caputovým návrhem, že pomocí veteránů doplní nedostatek dozorců kvůli daňovým úlevám, které by přijali. Také začne milostný vztah s Caputem a mnohdy mu ukazuje, že je více zaujatá financemi a společností, než blahem vězňů a později dokonce přiznává, že nikdy nevkročila do vězení. Během noci přijde Crystal ke Caputovi domů, protože se chce zeptat na Sophii. Ta je však Lindou pomocí pistole, kterou drží v ruce, odehnána z jeho pozemku. Když na konci čtvrté řady Caputo tiskově oznámil smrt Poussey, tak Linda poprvé navštíví vězení. V tu chvíli se nachází na záchodě a na chodbách vypuknou nepokoje.

#### Grace Warren
Grace Warren (Sarah Rish) je Suzannina adoptivní sestra a biologická dcera Suzanniních adoptivních rodiče. Narodila se v době, kdy Suzanne bylo pět let a povolila ji, aby se účastnila jejích přátelských večírků. Když je Grace 23 let, bydlí s přítelem Bradem a Suzanne a vždy s ní tráví víkendy doma, protože se Suzanne bojí být doma sama. Je šťastná, když se dozví, že Suzanne byla jmenována zaměstnancem měsíce, a pak jí říká, že ona a Brad stráví víkend pryč. Když ji Grace uklidní, dá jí seznam věcí, které bude dělat. Netuší však, co Suzanne provede, zatímco oni budou pryč.

## Obsazení
| Herec                  | Postava                          | Řada            | Řada            | Řada            | Řada            | Řada            |
| Herec                  | Postava                          | 1               | 2               | 3               | 4               | 5               |
| ---------------------- | -------------------------------- | --------------- | --------------- | --------------- | --------------- | --------------- |
| Hlavní obsazení        |                                  |                 |                 |                 |                 |                 |
| Taylor Schilling       | Piper Chapman                    | hlavní          | hlavní          | hlavní          | hlavní          | hlavní          |
| Laura Prepon           | Alex Vause                       | hlavní          | vedlejší        | hlavní          | hlavní          | hlavní          |
| Michael Harney         | Sam Healy                        | hlavní          | hlavní          | hlavní          | hlavní          | Does not appear |
| Michelle Hurst         | Miss Claudette Pelage            | hlavní          | Does not appear | Does not appear | Does not appear | Does not appear |
| Kate Mulgrew           | Galina "Red" Reznikov            | hlavní          | hlavní          | hlavní          | hlavní          | hlavní          |
| Jason Biggs            | Larry Bloom                      | hlavní          | hlavní          | Does not appear | Does not appear | hostující       |
| Uzo Aduba              | Suzanne "Crazy Eyes" Warren      | vedlejší        | hlavní          | hlavní          | hlavní          | hlavní          |
| Danielle Brooks        | Tasha "Taystee" Jefferson        | vedlejší        | hlavní          | hlavní          | hlavní          | hlavní          |
| Natasha Lyonne         | Nicky Nichols                    | vedlejší        | hlavní          | vedlejší        | hlavní          | hlavní          |
| Taryn Manning          | Tiffany "Pennsatucky" Doggett    | vedlejší        | hlavní          | hlavní          | hlavní          | hlavní          |
| Selenis Leyva          | Gloria Mendoza                   | vedlejší        | vedlejší        | hlavní          | hlavní          | hlavní          |
| Adrienne C. Moore      | Cindy "Black Cindy" Hayes        | vedlejší        | vedlejší        | hlavní          | hlavní          | hlavní          |
| Dascha Polanco         | Dayanara "Daya" Diaz             | vedlejší        | vedlejší        | hlavní          | hlavní          | hlavní          |
| Nick Sandow            | Joe Caputo                       | vedlejší        | vedlejší        | hlavní          | hlavní          | hlavní          |
| Yael Stone             | Lorna Morello                    | vedlejší        | vedlejší        | hlavní          | hlavní          | hlavní          |
| Samira Wiley           | Poussey Washington               | vedlejší        | vedlejší        | hlavní          | hlavní          | hostující       |
| Jackie Cruz            | Marisol "Flaca" Gonzales         | vedlejší        | vedlejší        | vedlejší        | hlavní          | hlavní          |
| Lea DeLaria            | Carrie "Big Boo" Black           | vedlejší        | vedlejší        | vedlejší        | hlavní          | hlavní          |
| Elizabeth Rodriguez    | Aleida Diaz                      | vedlejší        | vedlejší        | vedlejší        | hlavní          | hlavní          |
| Jessica Pimentel       | Maria Ruiz                       | vedlejší        | vedlejší        | vedlejší        | vedlejší        | hlavní          |
| Vedlejší obsazení      |                                  |                 |                 |                 |                 |                 |
| Madeline Brewer        | Tricia Miller                    | vedlejší        | Does not appear | Does not appear | Does not appear | Does not appear |
| Brendan Burke          | Wade Donaldson                   | vedlejší        | vedlejší        | vedlejší        | hostující       | Does not appear |
| Michael Chernus        | Cal Chapman                      | vedlejší        | vedlejší        | vedlejší        | hostující       | Does not appear |
| Tracee Chimo           | Neri Feldman                     | vedlejší        | vedlejší        | vedlejší        | Does not appear | Does not appear |
| Berto Colon            | Cesar Velazquez                  | vedlejší        | vedlejší        | vedlejší        | Does not appear | hostující       |
| Laverne Cox            | Sophia Burset                    | vedlejší        | vedlejší        | vedlejší        | vedlejší        | vedlejší        |
| Catherine Curtin       | Wanda Bell                       | vedlejší        | vedlejší        | vedlejší        | hostující       | hostující       |
| Maria Dizzia           | Polly Harper                     | vedlejší        | vedlejší        | Does not appear | Does not appear | Does not appear |
| Lolita Foster          | Elique Maxwell                   | vedlejší        | vedlejší        | vedlejší        | Does not appear | Does not appear |
| Beth Fowler            | Sister Jane Ingalls              | vedlejší        | vedlejší        | vedlejší        | vedlejší        | vedlejší        |
| Annie Golden           | Norma Romano                     | vedlejší        | vedlejší        | vedlejší        | vedlejší        | vedlejší        |
| Laura Gomez            | Blanca Flores                    | vedlejší        | vedlejší        | vedlejší        | vedlejší        | vedlejší        |
| Diane Guerrero         | Maritza Ramos                    | vedlejší        | vedlejší        | vedlejší        | vedlejší        | vedlejší        |
| Vicky Jeudy            | Janae Watson                     | vedlejší        | vedlejší        | vedlejší        | vedlejší        | vedlejší        |
| Patricia Kalember      | Marka Nichols                    | hostující       | Does not appear | vedlejší        | Does not appear | Does not appear |
| Julie Lake             | Angie Rice                       | vedlejší        | vedlejší        | vedlejší        | vedlejší        | vedlejší        |
| Lauren Lapkus          | Susan Fischer                    | vedlejší        | vedlejší        | Does not appear | Does not appear | Does not appear |
| Joel Marsh Garland     | Scott O'Neill                    | vedlejší        | vedlejší        | vedlejší        | hostující       | hostující       |
| Matt McGorry           | John Bennett                     | vedlejší        | vedlejší        | vedlejší        | Does not appear | Does not appear |
| Emma Myles             | Leanne Taylor                    | vedlejší        | vedlejší        | vedlejší        | vedlejší        | vedlejší        |
| Matt Peters            | Joel Luschek                     | vedlejší        | vedlejší        | vedlejší        | vedlejší        | vedlejší        |
| Alysia Reiner          | Natalie "Fig" Figueroa           | vedlejší        | vedlejší        | vedlejší        | hostující       | vedlejší        |
| Barbara Rosenblat      | Rosa "Miss Rosa" Cisneros        | vedlejší        | vedlejší        | hostující       | Does not appear | Does not appear |
| Deborah Rush           | Carol Chapman                    | vedlejší        | vedlejší        | vedlejší        | Does not appear | hostující       |
| Abigail Savage         | Gina Murphy                      | vedlejší        | vedlejší        | vedlejší        | vedlejší        | vedlejší        |
| Pablo Schreiber        | George "Pornstache" Mendez       | vedlejší        | vedlejší        | hostující       | Does not appear | hostující       |
| Kaipo Schwab           | Igme Dimaguiba                   | vedlejší        | vedlejší        | vedlejší        | vedlejší        | Does not appear |
| Constance Shulman      | Erica "Yoga" Jones               | vedlejší        | vedlejší        | vedlejší        | vedlejší        | vedlejší        |
| Nick Stevenson         | Pete Harper                      | vedlejší        | vedlejší        | Does not appear | Does not appear | Does not appear |
| Lori Tan Chinn         | Mei Chang                        | vedlejší        | vedlejší        | vedlejší        | vedlejší        | vedlejší        |
| Tamara Torres          | Weeping Woman                    | vedlejší        | vedlejší        | vedlejší        | vedlejší        | vedlejší        |
| Lin Tucci              | Anita DeMarco                    | vedlejší        | vedlejší        | vedlejší        | vedlejší        | vedlejší        |
| Tanya Wright           | Crystal Burset                   | vedlejší        | vedlejší        | vedlejší        | vedlejší        | Does not appear |
| Hamilton Clancy        | Kowalski                         | Does not appear | vedlejší        | vedlejší        | Does not appear | Does not appear |
| Yvette Freeman         | Irma Lerman                      | Does not appear | vedlejší        | hostující       | Does not appear | Does not appear |
| Germar Terrell Gardner | Charles Ford                     | Does not appear | vedlejší        | vedlejší        | Does not appear | Does not appear |
| Kimiko Glenn           | Brook Soso                       | Does not appear | vedlejší        | vedlejší        | vedlejší        | vedlejší        |
| Olivia Luccardi        | Jennifer Digori                  | Does not appear | hostující       | Does not appear | vedlejší        | vedlejší        |
| Ian Paola              | Yadriel                          | Does not appear | vedlejší        | vedlejší        | hostující       | vedlejší        |
| Lori Petty             | Lolly Whitehill                  | Does not appear | hostující       | vedlejší        | vedlejší        | Does not appear |
| Dale Soules            | Frieda Berlin                    | Does not appear | vedlejší        | vedlejší        | vedlejší        | vedlejší        |
| Judith Roberts         | Taslitz                          | Does not appear | vedlejší        | Does not appear | hostující       | Does not appear |
| Lorraine Toussaint     | Yvonne "Vee" Parker              | Does not appear | vedlejší        | Does not appear | Does not appear | Does not appear |
| Alan Aisenberg         | Baxter "Gerber" Bayley           | Does not appear | Does not appear | vedlejší        | vedlejší        | vedlejší        |
| Emily Althaus          | Maureen Kukudio                  | Does not appear | Does not appear | vedlejší        | vedlejší        | vedlejší        |
| Mike Birbiglia         | Danny Pearson                    | Does not appear | Does not appear | vedlejší        | vedlejší        | Does not appear |
| Marsha Stephanie Blake | Berdie Rogers                    | Does not appear | Does not appear | vedlejší        | Does not appear | Does not appear |
| Blair Brown            | Judy King                        | Does not appear | Does not appear | vedlejší        | vedlejší        | vedlejší        |
| Michael Bryan French   | Jack Pearson                     | Does not appear | Does not appear | vedlejší        | vedlejší        | vedlejší        |
| Danielle Herbert       | Jeanie "Babs" Babson             | Does not appear | Does not appear | vedlejší        | Does not appear | hostující       |
| John Magaro            | Vince Muccio                     | Does not appear | Does not appear | vedlejší        | vedlejší        | vedlejší        |
| James McMenamin        | Charlie "Donuts" Coates          | Does not appear | Does not appear | vedlejší        | vedlejší        | vedlejší        |
| Ruby Rose              | Stella Carlin                    | Does not appear | Does not appear | vedlejší        | hostující       | Does not appear |
| Mary Steenburgen       | Delia Mendez-Powell              | Does not appear | Does not appear | vedlejší        | Does not appear | hostující       |
| Beth Dover             | Linda Ferguson                   | Does not appear | Does not appear | hostující       | vedlejší        | vedlejší        |
| Rosal Colon            | Ouija Azizia                     | Does not appear | Does not appear | Does not appear | vedlejší        | vedlejší        |
| Francesca Curran       | Helen "Skinhead Helen" Van Maele | Does not appear | Does not appear | Does not appear | vedlejší        | vedlejší        |
| Asia Kate Dillon       | Brandy Epps                      | Does not appear | Does not appear | Does not appear | vedlejší        | vedlejší        |
| Shannon Esper          | Alana Dwight                     | Does not appear | Does not appear | Does not appear | vedlejší        | vedlejší        |
| Evan Hall              | B. Stratman                      | Does not appear | Does not appear | Does not appear | vedlejší        | vedlejší        |
| Brad William Henke     | Desi Piscatella                  | Does not appear | Does not appear | Does not appear | vedlejší        | vedlejší        |
| Mike Houston           | Lee Dixon                        | Does not appear | Does not appear | Does not appear | vedlejší        | vedlejší        |
| Daniella De Jesus      | Zirconia                         | Does not appear | Does not appear | Does not appear | vedlejší        | vedlejší        |
| Kelly Kabarcz          | Kasey Sankey                     | Does not appear | Does not appear | Does not appear | vedlejší        | vedlejší        |
| Miriam Morales         | Ramona Pidge                     | Does not appear | Does not appear | Does not appear | vedlejší        | vedlejší        |
| Jolene Purdy           | Stephanie Hapakuka               | Does not appear | Does not appear | Does not appear | vedlejší        | vedlejší        |
| Amanda Stephen         | Alison Abdullah                  | Does not appear | Does not appear | Does not appear | vedlejší        | vedlejší        |
| Emily Tarver           | Artesian McCullough              | Does not appear | Does not appear | Does not appear | vedlejší        | vedlejší        |
| Michael Torpey         | Thomas Humphrey                  | Does not appear | Does not appear | Does not appear | vedlejší        | vedlejší        |
| John Palladino         | Josh                             | Does not appear | Does not appear | Does not appear | hostující       | vedlejší        |
| Gerrard Lobo           | Adarsh                           | Does not appear | Does not appear | Does not appear | Does not appear | vedlejší        |